# لورا روچه
لورا روچه (به انگلیسی: Laura Ruetsche) فیلسوف آمریکایی است که بر فیزیک کوانتومی، فلسفه فمینیستی و فلسفه علم تمرکز دارد. روچه استاد و رئیس گروه فلسفه در دانشگاه میشیگان است. کتاب او با عنوان تفسیر نظریه‌های کوانتومی: هنر ممکن در سال ۲۰۱۱ منتشر شد و در سال ۲۰۱۳ جایزه لاکاتوش رادریافت کرد. او همچنین در مجموعه‌ای دیگر از موضوعات منتشر شده‌اش تفاوت‌های برجسته فلسفی بین مکانیک کوانتومی غیر نسبیتی و نظریه میدان‌های کوانتومی، معناشناسی منطق موجهات برای فیزیک کوانتومی و نظریه‌های فضیلت-معرفت‌شناختی نظریه توجیه را بررسی کرده‌است. او همکار گوردون بلوت نیز در بخش فلسفه دانشگاه میشیگان است.

## تحصیلات و شغل
روچه با مدرک کارشناسی در فیزیک و فلسفه از کالج کارلتون فارغ‌التحصیل شد. او به کسب مدرک کارشناسی ادامه داد. در فلسفه در دانشگاه آکسفورد، پایان‌نامه خود را در مورد تیمائوس افلاطون زیر نظر جی ال آکریل نوشت. سپس دکترای خود را در دانشگاه پیتسبرگ دریافت کرد، پایان‌نامه دکتری را با عنوان «در آستانه فروپاشی: تفسیرهای معین مکانیک کوانتومی»، زیر نظر جان ارمن نوشت.
او از سال ۱۹۹۴ تا ۱۹۹۶ در کالج میدلبری، قبل از پذیرش سمت در دانشگاه پیتسبرگ، فلسفه تدریس کرد. روچه در دانشگاه کرنل (جلسه بهار، ۱۹۹۹) و در دانشگاه راتگرز (۲۰۰۰–۲۰۰۱) قرار تدریس داشت. پس از یک سمت در پیتسبرگ (۱۹۹۶–۲۰۰۸)، او در سال ۲۰۰۸ استاد فلسفه در دانشگاه میشیگان شد. در حال حاضر دفتر ریاست گروه را بر عهده دارد.

## کار فلسفی

### تفسیر نظریه‌های کوانتومی: هنر ممکن
روچه در این کتاب سه وظیفه مجزا را دنبال می‌کند. ابتدا، مقدمه‌ای بر مبانی مفهومی رویکردهای جبری ارائه می‌کند، یعنی تعمیم فضاهای هیلبرت در فرمول‌بندی ریاضی مکانیک کوانتم معمولی، که برای سیستم‌هایی با تعداد بی‌نهایت درجه آزادی اعمال می‌شود (که توسط روچه به آن QM-∞ گفته می‌شود). دوم، او مجموعه‌ای از چالش‌های تفسیری را ارائه می‌دهد که توسط QM-∞ مطرح شده‌است. ثالثاً، روچه موفق می‌شود مشکل تفسیری را که QM-∞ را در بر می‌گیرد به مناقشات فلسفی کلی‌تر مربوط به واقع‌گرایی علمی مرتبط کند. استدلال اصلی او، که به‌عنوان یک نقش‌مایه برای کل کتاب عمل می‌کند، این است که هیچ راهبرد تفسیری واحدی نمی‌تواند قدرت توضیحی QM-∞ را به‌طور کامل تطبیق دهد (این بحث را کثرت‌گرایی تفسیری نامید). روچه فقدان هر گونه پیش‌بینی بعد محدود را از جبرهای عمل‌گرهای خطی QM-∞ جدا می‌کند، زیرا یک مشکل تفسیری متمایز برای QM-∞ ارائه می‌کند (QM-∞ با نظریه‌های کوانتومی معمولی که جبرهای آن‌ها مجهز به عمل‌گرهای خطی هستند متفاوت است). روچه همچنین تعهدات هستی‌شناختی QM-∞ را با توجه به فرمول جبری مجموعه بررسی می‌کند تا مشخص کند که آیا آن‌ها ذرات بنیادی را به‌معنای واقعی آن عبارت شامل می‌شوند یا خیر. در پرتو تحقیقات خود، روچه در نهایت با تثبیت مفهوم ذره در چارچوب ترمودینامیک، هستی‌شناسی ذره‌ای منفجرشده را ارائه می‌دهد. سپس با بهره‌برداری از این واقعیت که فازهای تعادلی متمایز از نظر ماکروسکوپی می‌توانند با توجه به مقادیر خاصی از پارامترهای یک نظریه کوانتومی مانند دما، هم‌زیستی داشته باشند، به دفاع از IP می‌پردازد.

### معرفت‌شناسی فمینیستی
روچه در مقام خود به‌عنوان یک معرفت‌شناس و یک فیلسوف علم، به آشتی دادن معرفت‌شناسی‌های سنتی با معرفت‌شناسی‌های رادیکال فمینیستی توجه دارد، که ابعاد جنسیتی را در بیان توجیه و هنجارهای اولی قرار می‌دهند. به همین منظور، او یک مدل فضیلت-معرفت‌شناختی برای نوعی حکم معرفتی معتبر ایجاد کرد که عوامل می‌توانند «تنها از طریق انواع زیست‌شده تاریخ اقتضایی» به دست آورند. در این موضوع روچه از سندرا هاردینگ پیروی می‌کند و به وضعیت جنسیتی عوامل معرفتی می‌پردازد. او همچنین از نظریات ارسطو، ویلفرید سلارز و جان مکداول استفاده می‌کند تا تصور موجود از عقلانیت را در خدمت معرفت‌شناسی‌های سنتی گسترش دهد.

## جوایز
- جایزه لاکاتوش، ۲۰۱۳
- هم‌کار، مرکز استنفورد برای مطالعات پیشرفته علوم رفتاری، ۲۰۰۶–۲۰۰۷
- کمک هزینه تحصیلی چارلز ا.

## آثار برگزیده
- تفسیر نظریه‌های کوانتومی: هنر ممکن (۲۰۱۱)، انتشارات دانشگاه آکسفورد.